# Obrimona
Obrimona is een geslacht van spinnen uit de familie hangmatspinnen (Linyphiidae).

## Soorten
De volgende soorten zijn bij het geslacht ingedeeld:
- Obrimona tennenti (Simon, 1894)